# Sapium laurocerasus
La tabaiba , manzanillo o lechecillo  (Sapium laurocerasus) pertenece a la familia Euphorbiaceae.

## Descripción
Árbol venenoso, perennifolio de tamaño medio. Se conoce por su corona en forma de columna de hojas de color verde oscuro, brillosas con forma elíptica u oblonga que tienen muchas venas paralelas en ángulo recto con el eje central y dos glándulas protuberantes en la parte superior del pecíolo verde. y corteza suave, color marrón claro. Florece y fructifica en primavera hasta el otoño. Las pequeñas flores amarillo y verdosas sin tallo se producen en ejes laterales hasta 5 cm. La cápsula de semillas carnosas casi redonda de 3 lados mide 1 cm de diámetro y es verde tronándose marrón cuando madura.

## Distribución y hábitat
Endémica de Puerto Rico. Crece en los bosque húmedos de Puerto Rico como en el Bosque Nacional El Yunque. Cuando se perfora la corteza del lechecillo, suelta un látex blanco que irrita la piel y la boca si se prueba.